# Ель-Вальє (Гранада)
Ель-Вальє (ісп. El Valle) — муніципалітет в Іспанії, у складі автономної спільноти Андалусія, у провінції Гранада. Населення — 1130 осіб (2010).
Муніципалітет розташований на відстані близько 390 км на південь від Мадрида, 27 км на південь від Гранади.
На території муніципалітету розташовані такі населені пункти: (дані про населення за 2010 рік)
- Мелехіс: 414 осіб
- Рестабаль: 540 осіб
- Салерес: 176 осіб

## Демографія
Динаміка населення (INE ):

## Галерея зображень

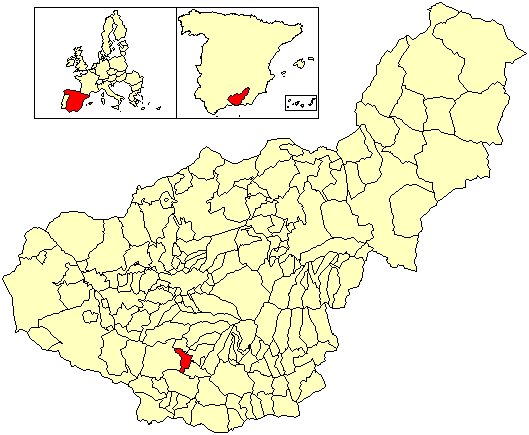
Розташування муніципалітету у провінції Гранада